# Pelle Almqvist
Pelle Almqvist, noto come Howlin' Pelle Almqvist (Fagersta, 29 maggio 1978), è un musicista e cantante svedese, frontman del gruppo musicale garage rock The Hives.

## Biografia
Almqvist e suo fratello Nicholaus Arson hanno fondato il gruppo nel 1993, secondo una biografia fittizia, l'artefice che ha contribuito alla formazione della band, nonché manager della stessa, è un certo Randy Fitzsimmons, ma costui non è altro che lo pseudonimo di Arson. Noto per il suo approccio particolarmente energico durante i concerti, dallo stile unico e inarrestabile. Ha collaborato con il cantante Moneybrother. Nel 2016 Pelle si autocandida come sostituto live di Brian Johnson, cantante degli AC/DC.

## Vita privata
Pelle Almqvist è stato fidanzato fino al 2006 con Maria Andersson, cantante del gruppo rock svedese Sahara Hotnights. Dal 2010 ha una relazione con Catrin Nilsson.
Almqvist è vegetariano e ateo.

## Discografia
Album studio con i The Hives
- Barely Legal (1997)
- Veni Vidi Vicious (2000)
- Tyrannosaurus Hives (2004)
- The Black and White Album (2007)
- Lex Hives (2012)
- The Death of Randy Fitzsimmons (2023)